# Sphaeralcea philippiana
Sphaeralcea philippiana là một loài thực vật có hoa trong họ Cẩm quỳ. Loài này được Krapov. miêu tả khoa học đầu tiên.